# Park Narodowy Ciénagas del Catatumbo
Park Narodowy Ciénagas del Catatumbo, również Park Narodowy Ciénagas de Juan Manuel (hiszp. Parque nacional Ciénagas del Catatumbo, Parque nacional Ciénagas de Juan Manuel) – park narodowy w Wenezueli położony w stanie Zulia. Został utworzony 5 czerwca 1991 roku i zajmuje obszar 2263,3 km². W 2005 roku został zakwalifikowany przez BirdLife International jako ostoja ptaków IBA. Na zachód od niego znajduje się Park Narodowy Sierra de Perijá.

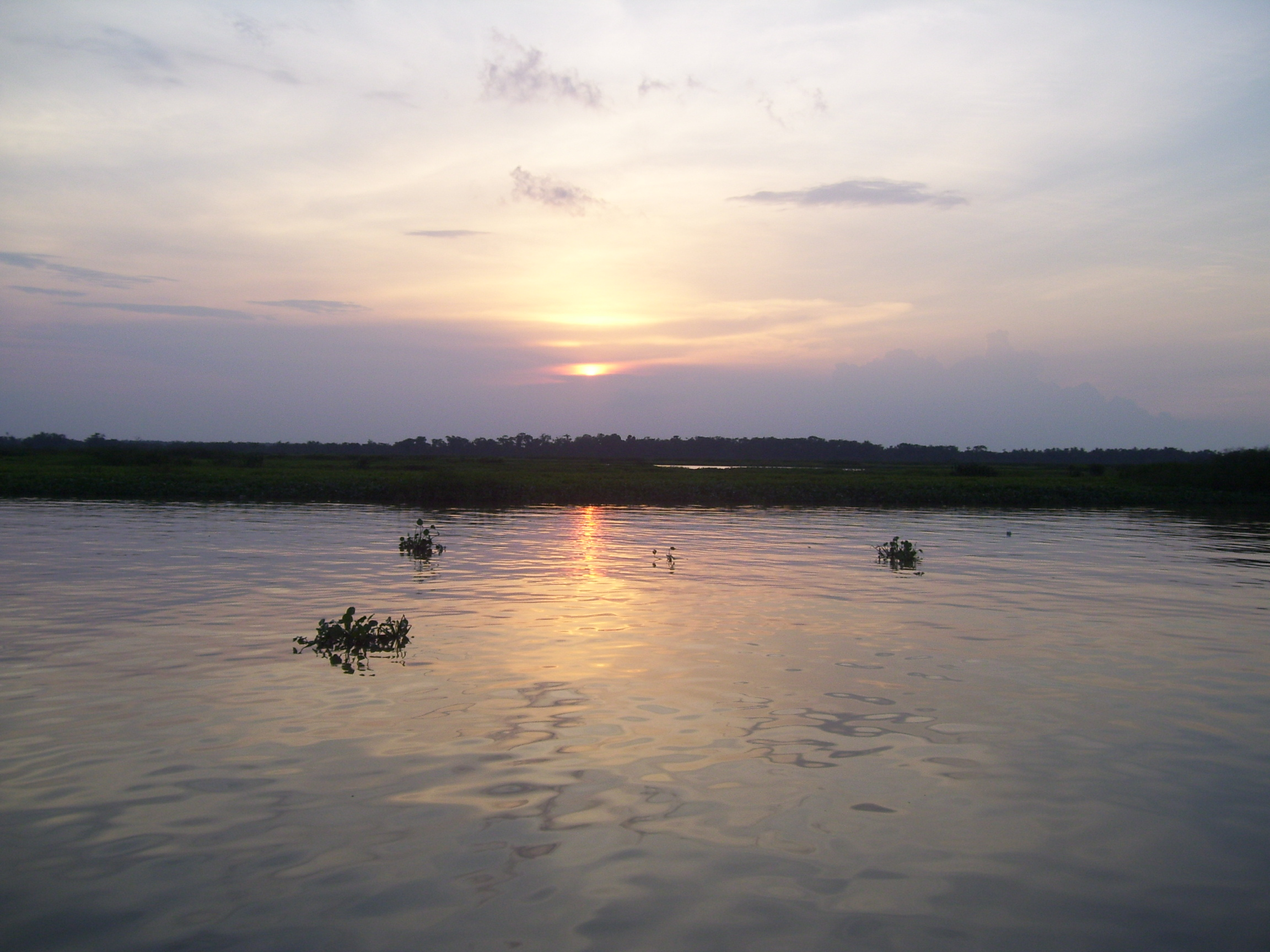
Jezioro Maracaibo

## Opis
Park znajduje się na szerokiej równinie pomiędzy pasmem górskim Serranía de Perijá i jeziorem Maracaibo. Większość obszaru parku to tereny bagienne, co roku okresowo zalewane. Znajduje się tu wiele jezior i rzek wpadających do jeziora Maracaibo. Największą rzeką jest Catatumbo. Oprócz typowej roślinności bagiennej występują tu lasy namorzynowe i lasy ombrofilne (torfowisko wysokie), a także w niewielkiej części wilgotne lasy równikowe. Największą atrakcją turystyczną parku są wyładowania atmosferyczne nad Catatumbo (głównie u jej ujścia do jeziora). Występują one przez około 300 dni w roku i trwają przez około 9 godzin dziennie. W 2013 roku obszar ten został wpisany do Księgi rekordów Guinnessa jako region o najwyższej intensywności wyładowań na świecie.
Średnia roczna temperatura w parku wynosi +28 °C, a średnie roczne opady 3557 mm. 

## Flora
Lasy namorzynowe tworzą głównie Rhizophora mangle, Avicennia nitida, Laguncularia racemosa i Conocarpus erectus. W wilgotnym lesie równikowym pospolite są puchowiec pięciopręcikowy i Anacardium excelsum. Rośliny wodne tu występujące to głównie Sporobolus virginicus oraz rośliny z rodzaju Echinodorus. 

## Fauna
Faunę reprezentują liczne ptaki (212 gatunków). Są to m.in.: pelikan brunatny, skrzydłoszpon czarnoszyi, piżmówka, brodziec żółtonogi, czakalaka rdzaworzytna, czubacz żółtoguzy, miłek zielony, drzym dwuobrożny, dzięciolnik łuskowany i barwinka złotogłowa.
Ssaki tu występujące (75 gatunków) to zagrożone wyginięciem (EN) inia amazońska, sotalia amazońska i arirania amazońska, narażone na wyginięcie (VU) manat karaibski i tapir amerykański, a także m.in.: wyjec rudy, kapibara wielka, paka nizinna, jaguar amerykański, puma płowa, ocelot wielki, wydrak długoogonowy.
Gady żyjące w parku to narażony na wyginięcie (VU) krokodyl amerykański, a także m.in.: kajman okularowy i legwan zielony.